# 旦過市場

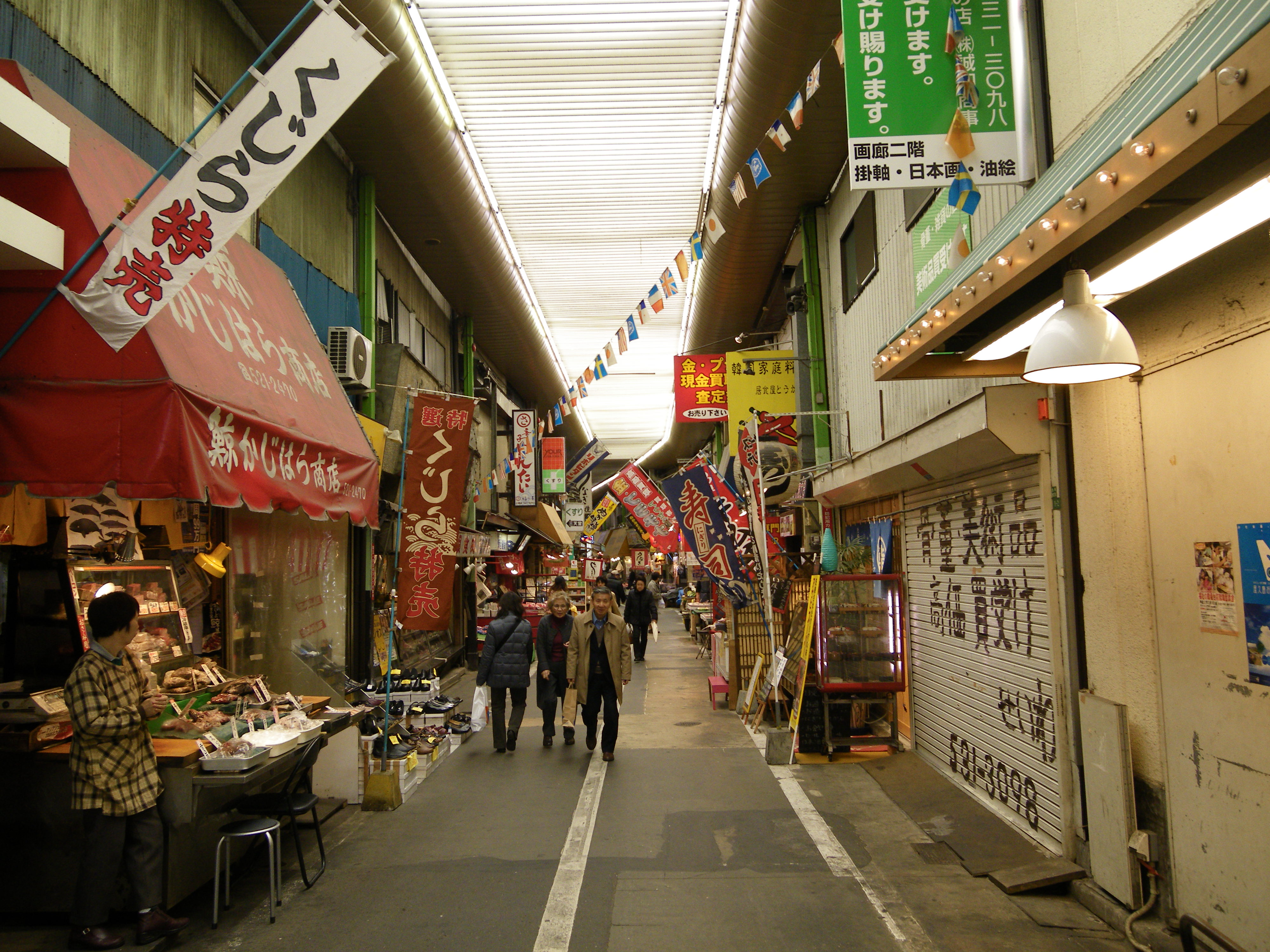
旦過市場（2010年撮影）

旦過市場（たんがいちば）は、福岡県北九州市小倉北区魚町にある市場、商店街。多くの食料品店、飲食店などが集まり、北九州の台所と称される。

## 概要
神嶽川（かんたけがわ）の東側に位置し、小文字通りをはさんで魚町銀天街に接続している。アーケードになっており、北側入口には長らく日本初の24時間営業スーパーマーケットの丸和があったが、2019年3月1日からは運営主体の変更に伴いゆめマートになった。
200店舗以上が軒を連ね、鮮魚・青果・精肉・惣菜などを扱う店が多いが、郷土料理の「じんだ煮」や鯨肉を扱う店もある。北九州市を代表する市場であり、福岡県内においては福岡市の柳橋連合市場と並び称される。
主婦をはじめとする一般消費者のみならず、料亭や料理店などの料理人も買い付けに訪れる。グルメ番組や旅番組でしばしば紹介され、観光客も多く訪れる。また、近年は旦過市場の川側とは反対側の裏手に位置する「新旦過横丁」（新旦過飲食街）と呼ばれる場所に、若者をターゲットにしたお洒落な飲食店が営業しており、週末の夜には若者の姿を見ることが出来る。
ちなみに旦過とは修行僧の雲水が宿泊する場所で、小倉城東曲輪の町屋敷と、小倉藩主小笠原家ゆかりの宗玄寺や開善寺などとを結ぶ橋が架けられ、城下町の南玄関の香春口に通じる。
大正時代初期、隣接する神嶽川から魚の荷揚げ場として成立し、その後、田川・中津方面からの野菜の集積地となったことで市場としての機能が形成された。昭和30年代に建てられた木造建築物が密集しており、1960年代を時代背景とした映画『初恋』（2006年公開）のロケーション撮影が行われたこともある。また、中央の通路を挟み川側（丸和側）は建物が神嶽川の上にせり出して建っている。

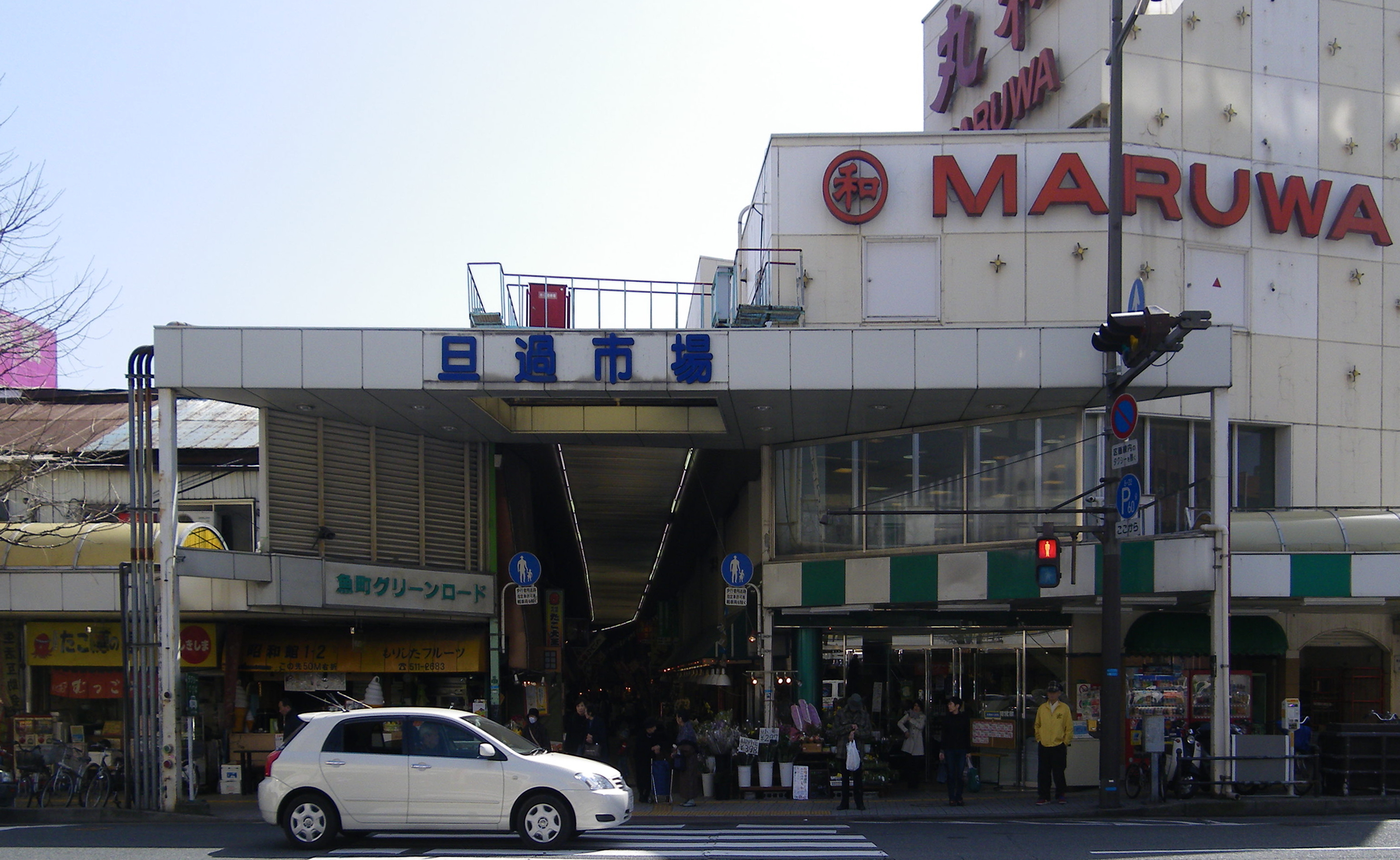
旦過市場北側入口（2010年撮影）
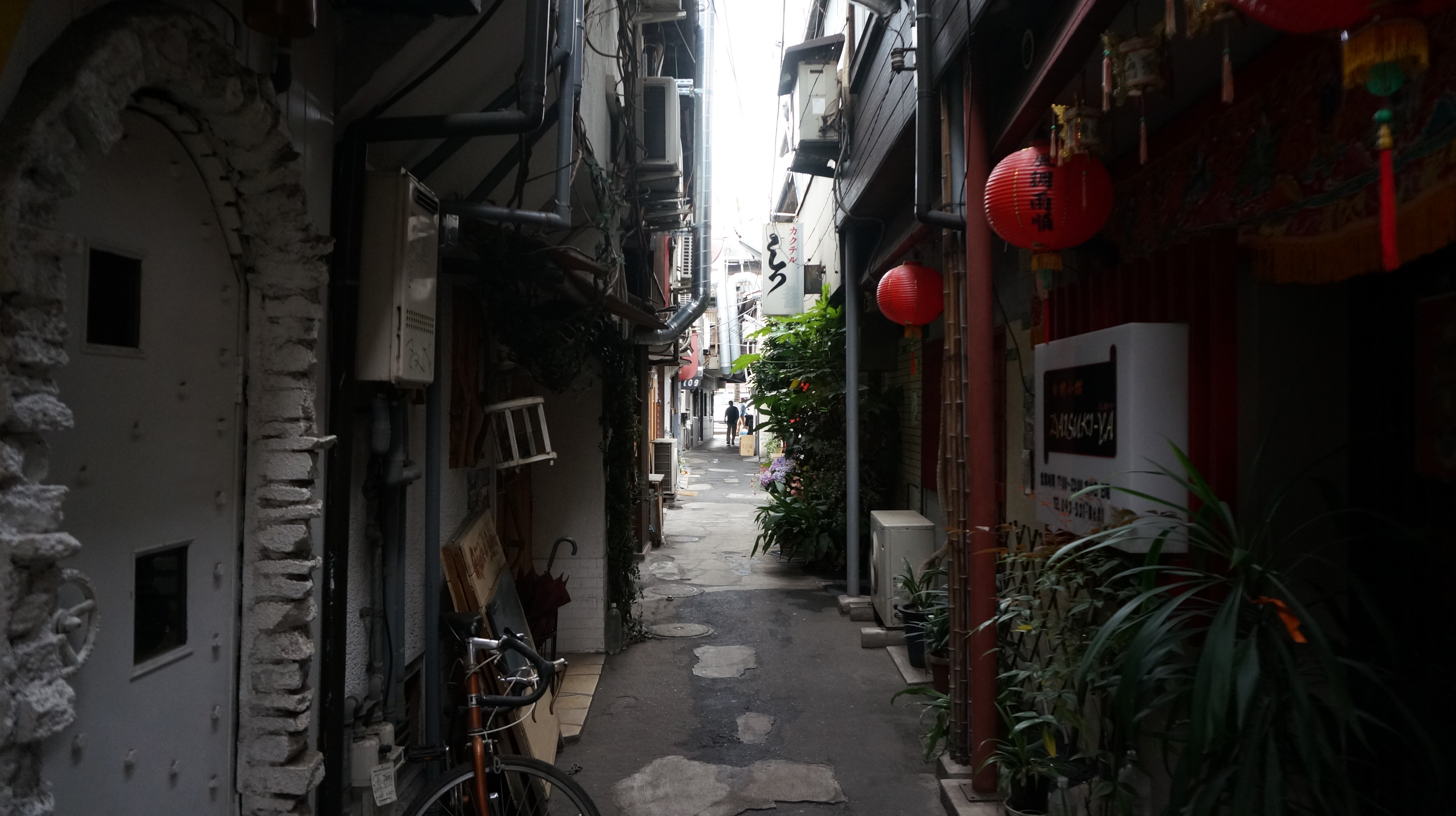
新旦過横丁（2015年撮影）
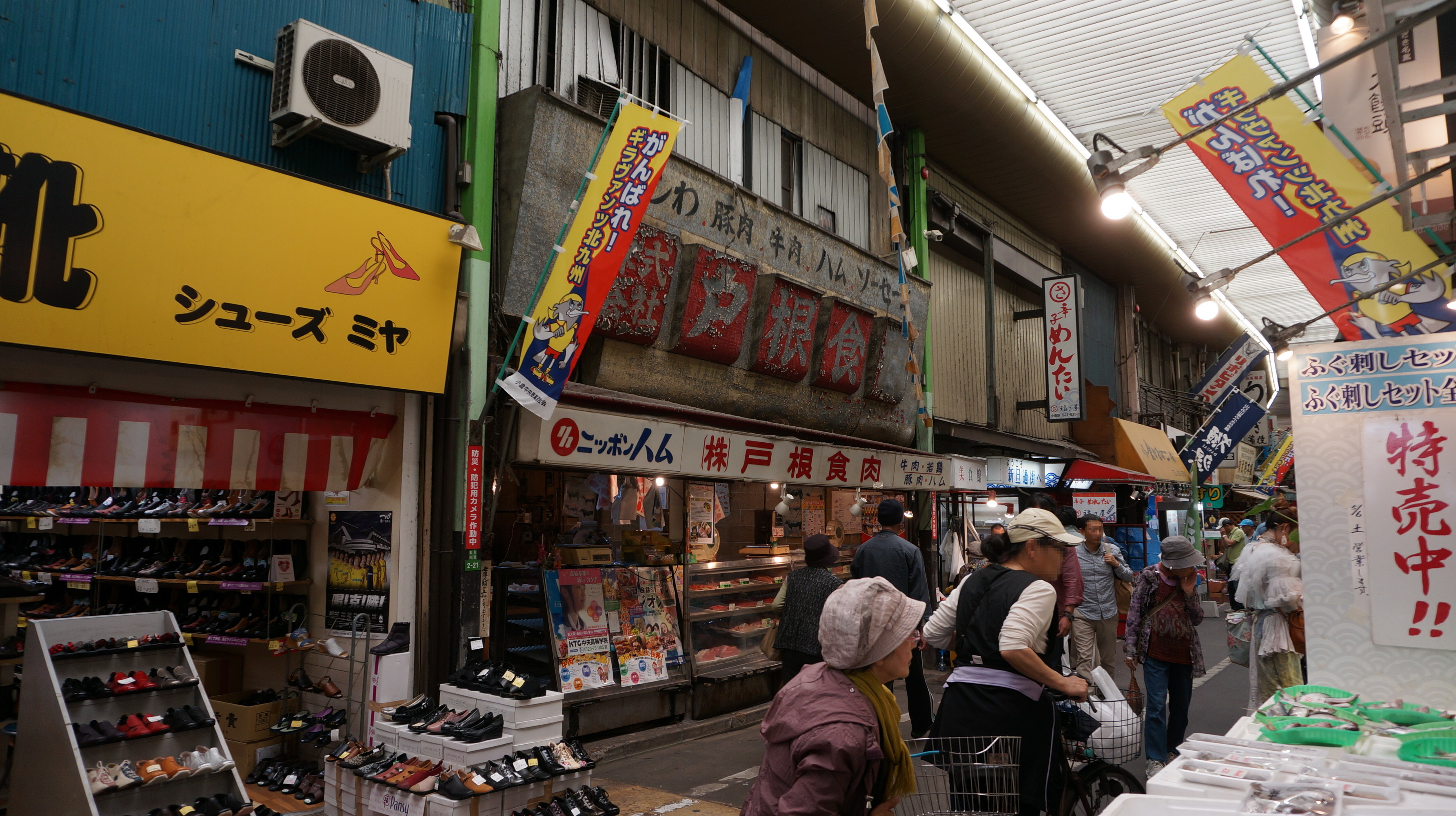
北側小文字通りから40m付近、南向きの写真（2017年撮影）
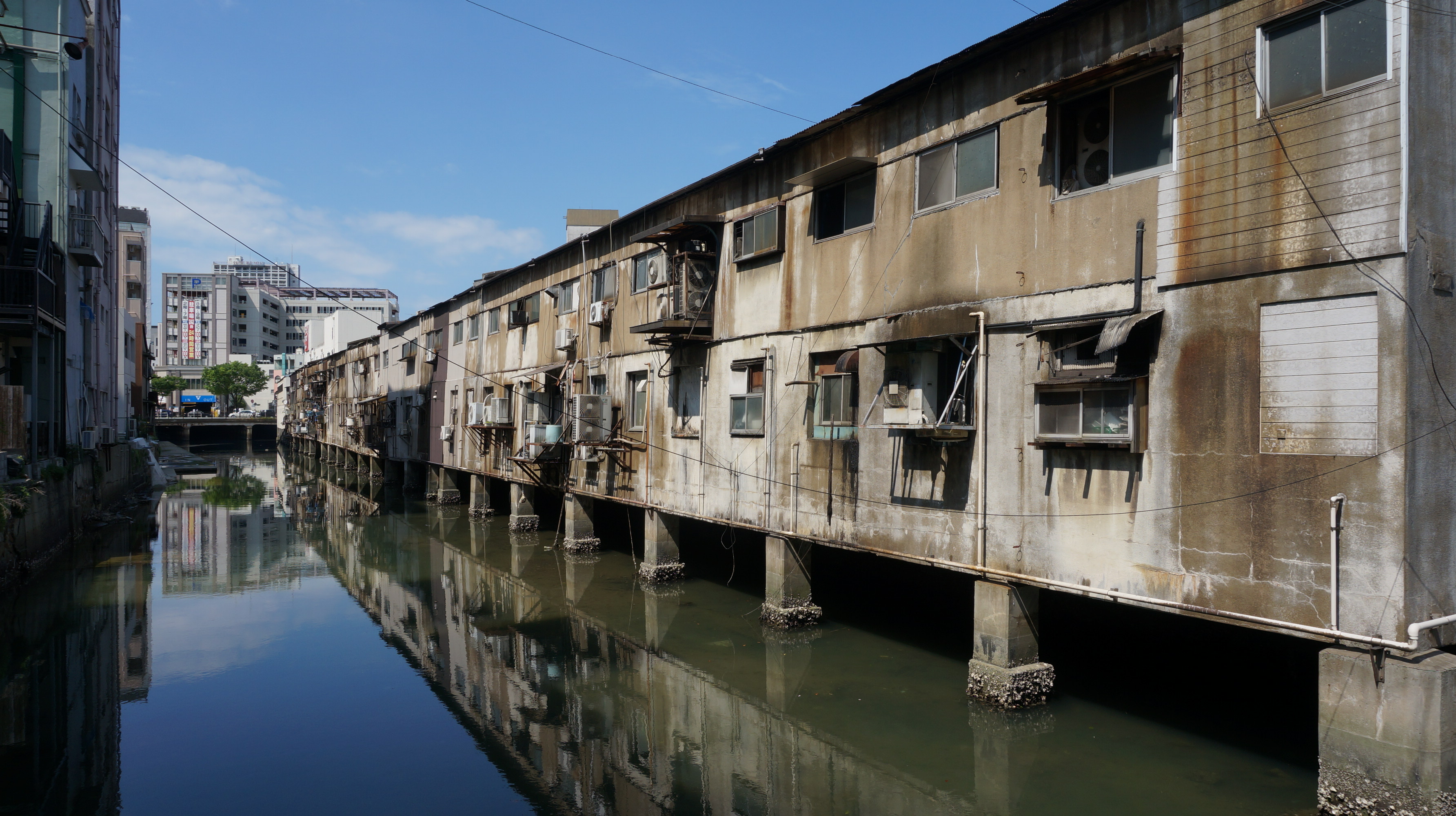
市場西側を流れる神嶽川（2017年撮影）
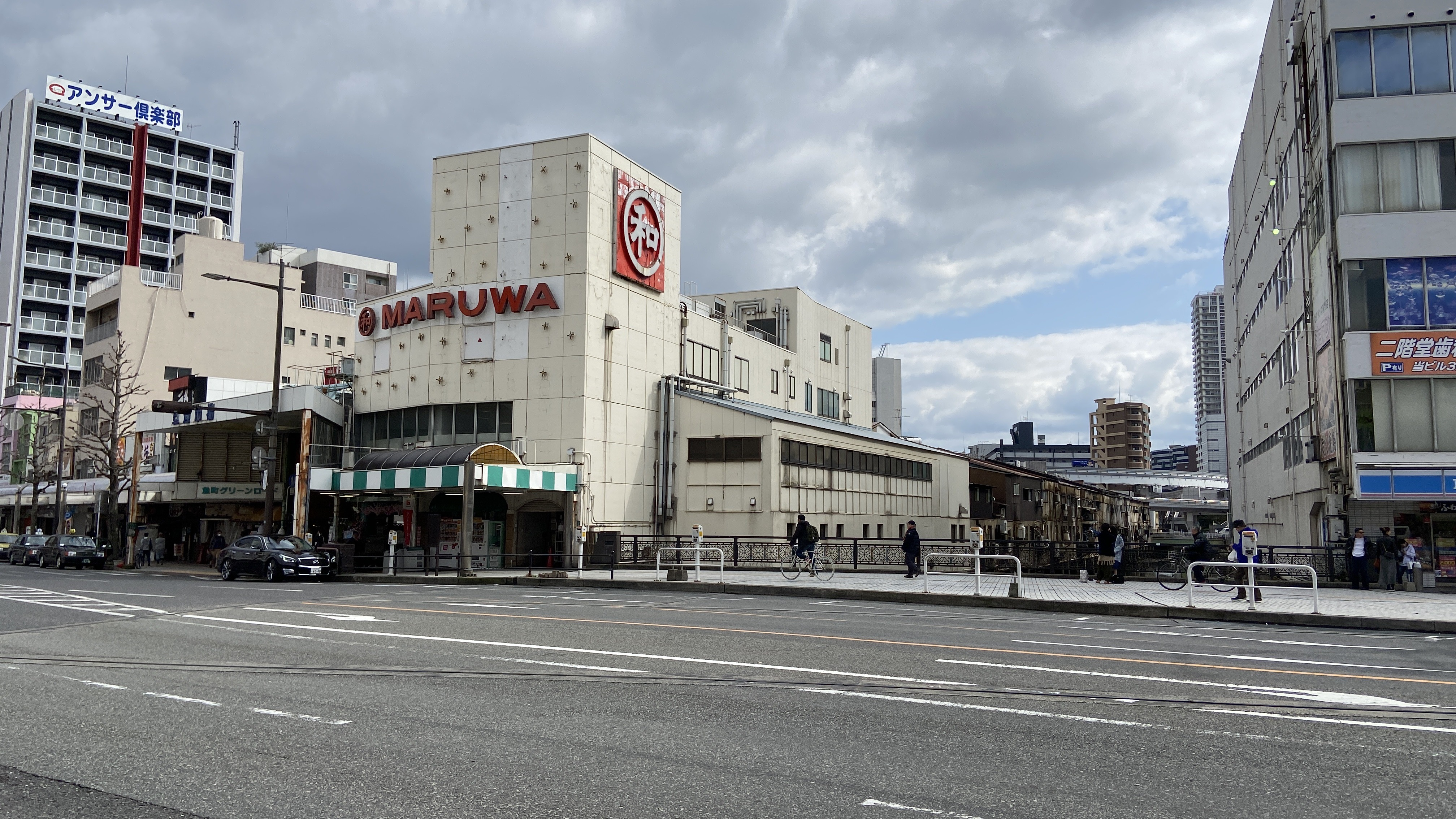
旦過市場北西側外観（2020年撮影）
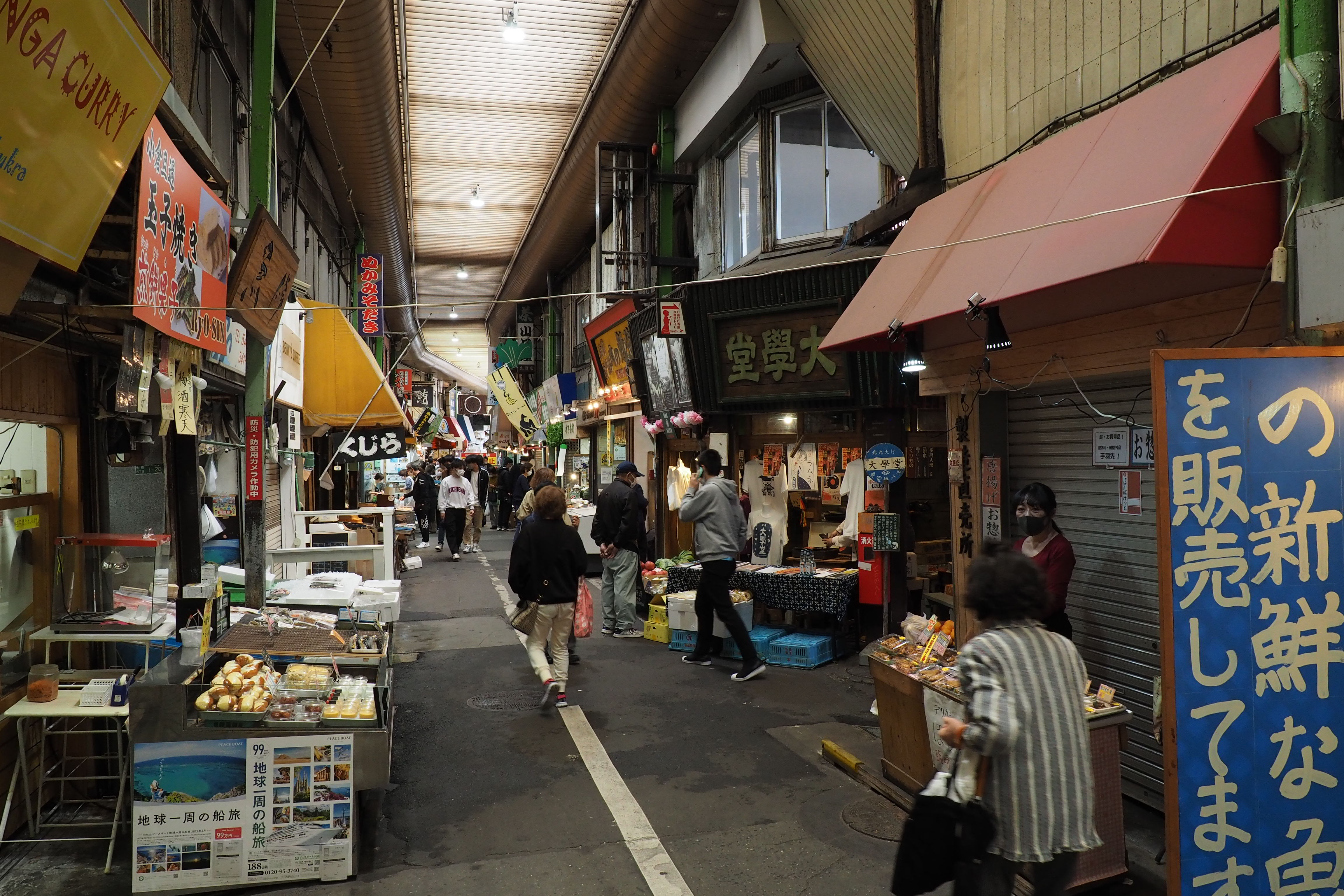
南端から60m付近を北向きに撮影（2022年）
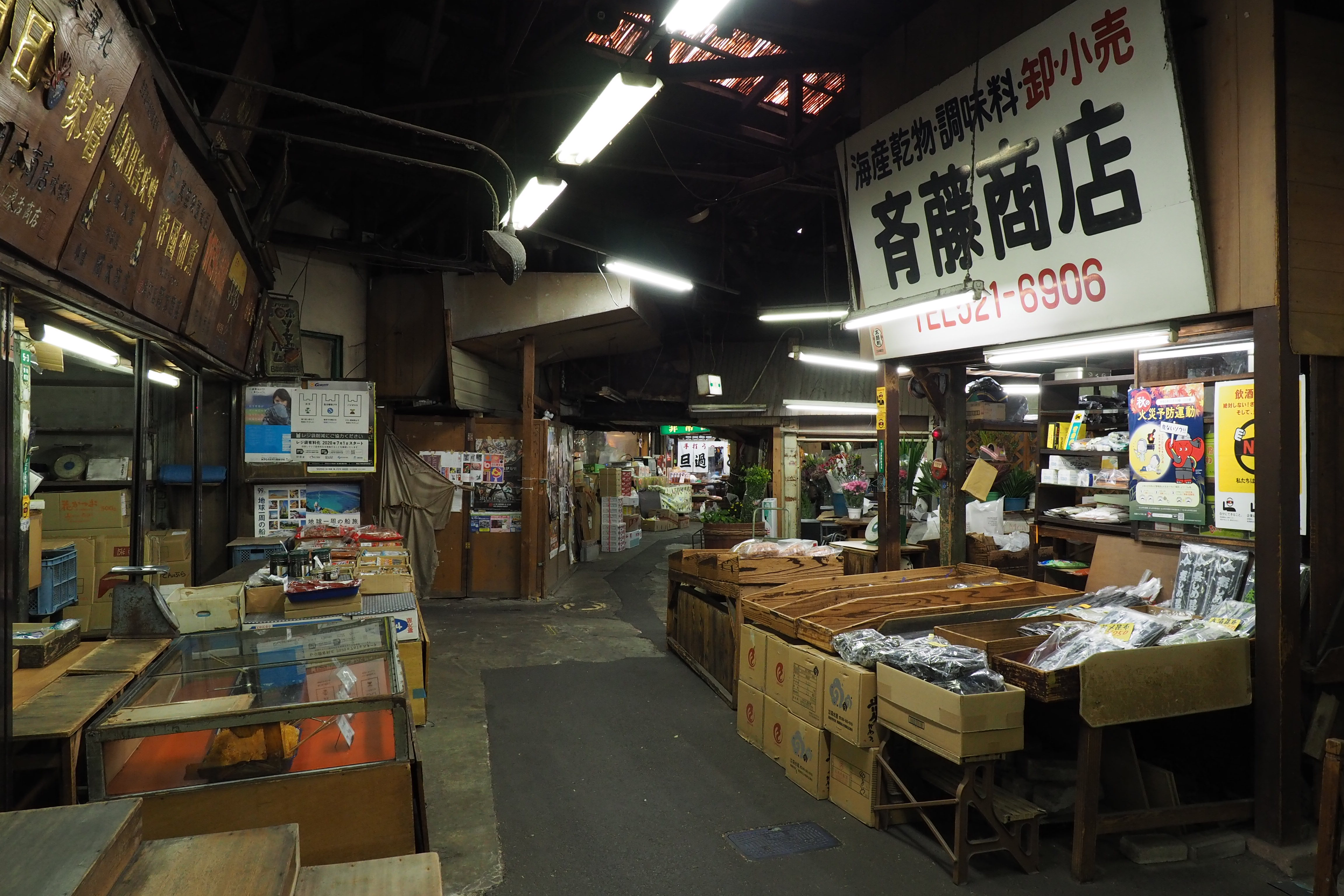
旦過中央市場（写真突き当りは旦過市場のメインストリート、2022年撮影）

## 災害

### 水害

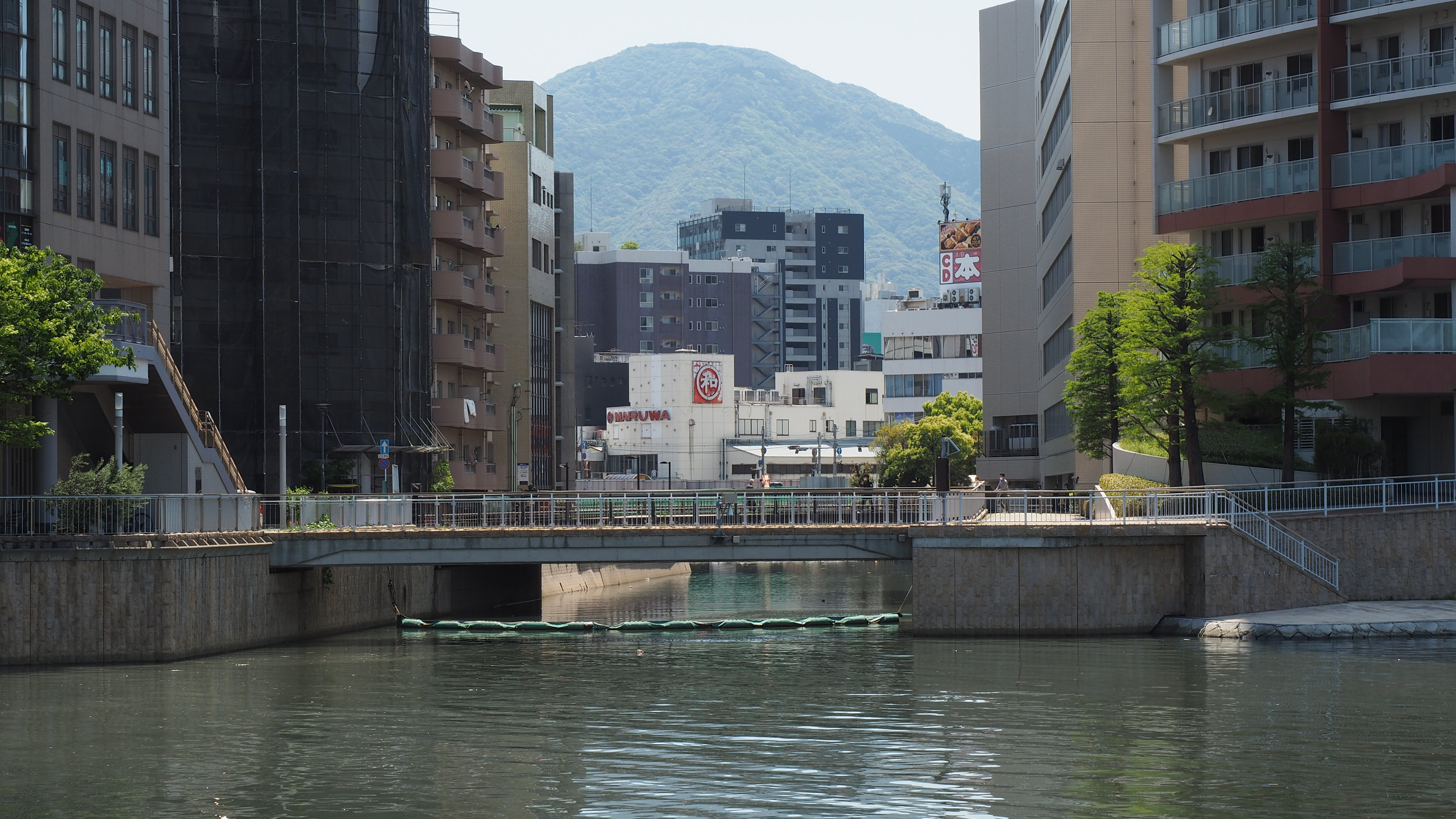
神嶽川の紫川合流点。奥に旦過市場の北西角の「MARUWA」看板。紫川護岸は旦過市場よりも高い（2022年撮影）。

2009年（平成21年）7月24日、中国・九州北部豪雨により旦過市場は浸水被害を受けた。アメダス頂吉では72時間雨量が450mmを超えており、神嶽川の紫川合流点付近の護岸より旦過市場は約80cm低く、増水した神嶽川に紫川からの逆流が加わったのが原因である。翌年2010年7月14日にも停滞する梅雨前線がもたらした平成22年7月豪雨により、頂吉では前年よりも多い72時間雨量510mm以上を記録した。この大雨によって川があふれ、2年続けての浸水被害となった。
これ以前の水害としては1953年（昭和28年）6月の北九州大水害や1999年（平成11年）6月の豪雨がある。1999年（平成11年）6月の豪雨では、6月29日早朝からの激しい雨のピークが満潮に重なり、治水対策が進んでいた紫川に目立つ被害がなかった一方、支流の神嶽川はあふれた。
2009年（平成21年）7月出水規模での災害防止を目標に紫川の河床掘削など河川改修が進められた結果、2018年（平成30年）7月に小倉南区東谷で24時間雨量350.5mmを記録した際、同276mmだった2009年（平成21年）よりも紫川では1m低く、神嶽川では40cm低く水位が抑えられ、浸水は発生しなかった。

### 火災と復興

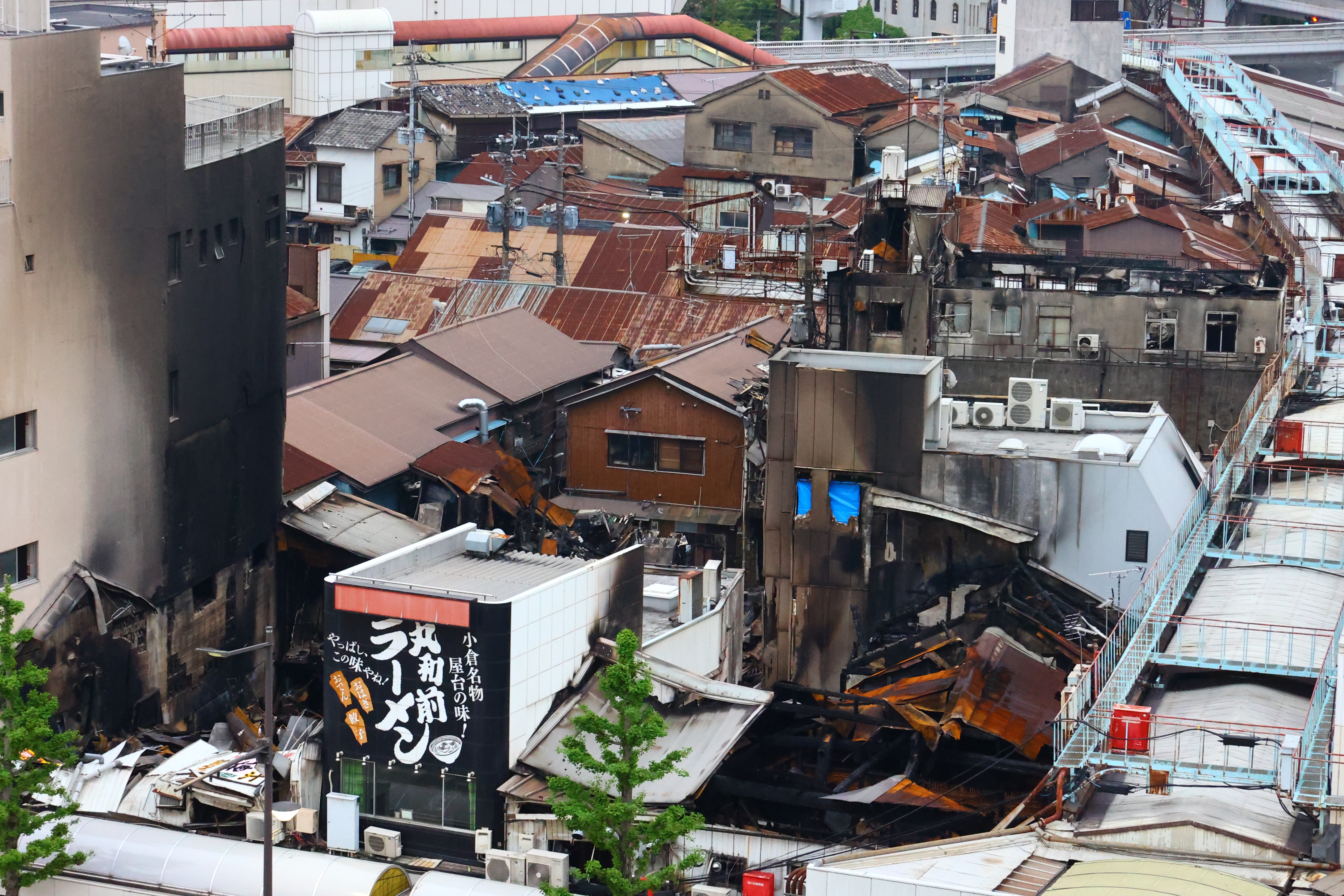
大規模火災の後の旦過市場（2022年4月23日撮影）

#### 1999年
1999年（平成11年）9月14日、丸和が火元となる火災が発生し、消火活動が困難を極め旦過市場の川側約1/3近く（計12店舗、約1,250平方メートル）を焼失した。

#### 2022年
2022年（令和4年）には4月、8月と2回の火災により北東のエリアが広く焼失した。
4月19日火曜日未明、新旦過横丁付近から出火し1,924平方メートル、42軒に延焼した。2時38分に店舗従業員から消防局へ通報、11時53分にほぼ消火、通報65時間後の4月21日19時半にくすぶる火がなく完全に鎮火したことを確認した。この火災について、福岡県警察本部は出火原因を不明とする鑑定結果をまとめ、北九州市消防局も2023年（令和5年）1月27日に出火原因を「不明」とする火災調査報告書をまとめている。
その後、8月10日水曜日夜にも再び大規模な火災が発生。最初の119番通報は20時54分、翌日19時に鎮火、45店舗3,324平方メートルが焼損した。この火災では県内最古の映画館・小倉昭和館も焼失した。火元飲食店関係者は「凝固剤を入れた天ぷら油を加熱したまま放置し、煙が出たため水をかけて消火しようとしたら火が上がった」と語っている。2024年3月22日、福岡地方検察庁小倉支部は、火元となった飲食店の元経営者を業務上失火罪で在宅起訴した。同年7月11日、福岡地方裁判所小倉支部は元経営者に禁錮2年、執行猶予4年の判決を言い渡した。

## 再整備計画と被災店舗の再建

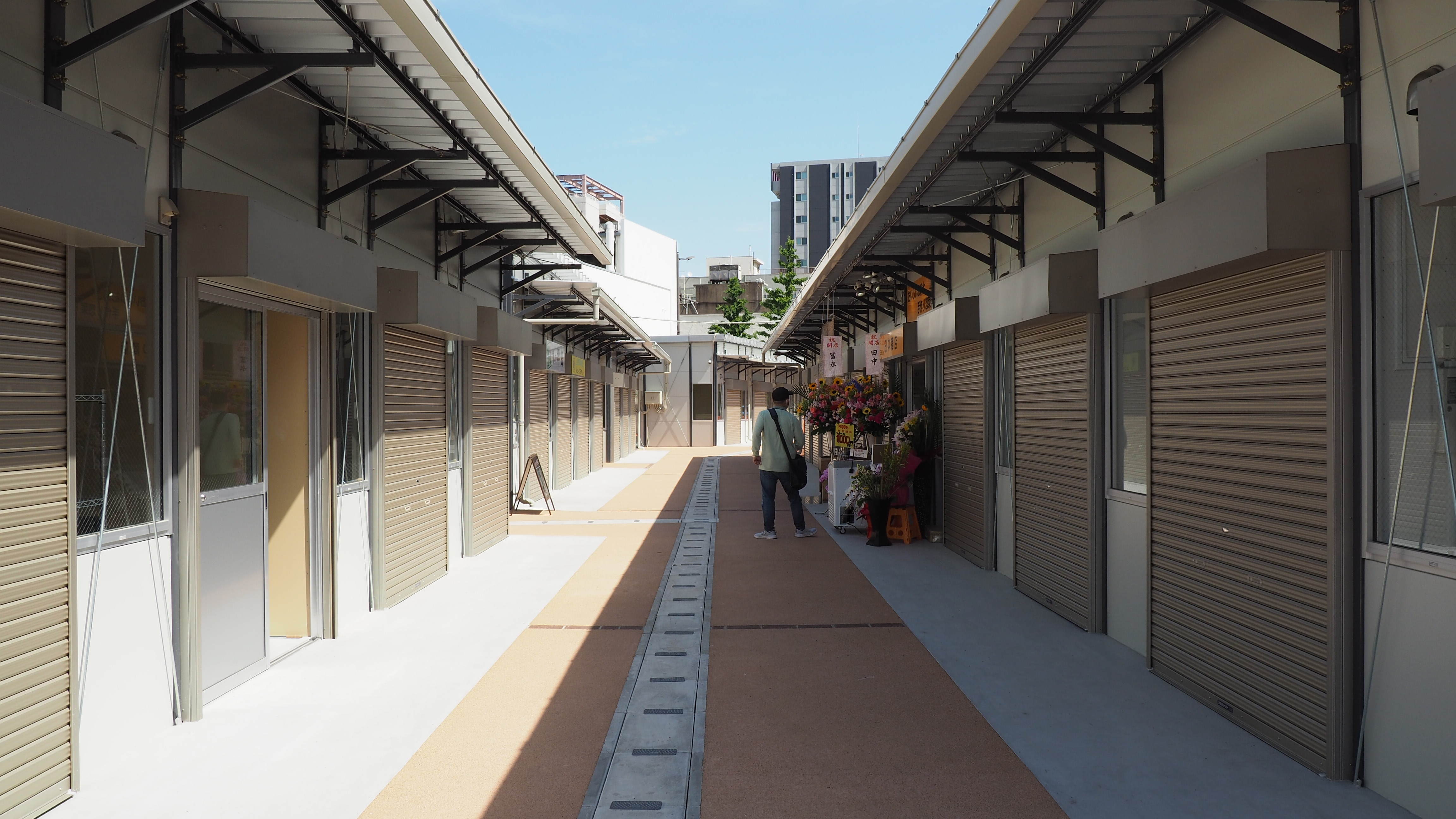
旦過青空市場（2023年5月撮影）

前述のように建物の老朽化とそれに起因する災害を克服するために、北九州市役所では神嶽川の改修にあわせて旦過市場の再整備のための土地区画整理事業を計画し、2021年2月10日に「旦過地区土地区画整理事業」として事業計画が決定した。
計画によると、現在の旦過市場の東側（旦過駅前）に4階建てのビルを建設し、ビルの1・2階に約60店舗を収容して神嶽川側へのせり出しを解消する。再整備にあたっては区域内の店舗を順次仮区画へ移転しながら営業を継続するローリング方式を採用し、2027年度の完成を予定している。
なお、2022年の火災で大きな被害を受けた新旦過横丁は土地区画整理事業のエリアに入っていない。2022年で大火に見舞われた旦過市場付近の跡地については、2023年3月30日に「旦過青空市場」と名付けられた仮設店舗が完成し、21店舗が入居を予定しており、4月中にまず10店舗が営業開始を目指していると報じられた。同月26日、青果店が第1号として営業を始めた。

## 交通
- 北九州モノレール小倉線旦過駅よりすぐ
- 小倉駅より西鉄バス北九州に乗車して旦過橋クエストバス停下車、徒歩約2分。もしくは紺屋町バス停下車、徒歩すぐ。
- 北九州高速1号線勝山出入口もしくは大手町出入口より1.2km。